# NGC 7418
NGC 7418 é uma galáxia espiral barrada (SBc) localizada na direcção da constelação de Grus. Possui uma declinação de -37° 01' 44" e uma ascensão recta de 22 horas, 56 minutos e 35,9 segundos.
A galáxia NGC 7418 foi descoberta em 30 de Agosto de 1834 por John Herschel.